# Coelichneumon terebrifer
Coelichneumon terebrifer är en stekelart som beskrevs av Heinrich 1961. Coelichneumon terebrifer ingår i släktet Coelichneumon och familjen brokparasitsteklar. Inga underarter finns listade i Catalogue of Life.